# Sericopus
Sericopus es un género de insecto coleóptero de la familia Chrysomelidae.

## Especies
Las especies de este género son:
- Sericopus motschulskyi Medvedev, 2005
- Sericopus viridis Medvedev, 2005